# Orchówek (województwo wielkopolskie)
Orchówek (daw. Orchówko) – wieś w Polsce położona w województwie wielkopolskim, w powiecie słupeckim, w gminie Orchowo.
W latach 1975–1998 miejscowość położona była w województwie konińskim.
Zobacz też: Orchówek, Orchowo